# Edmund Gettier

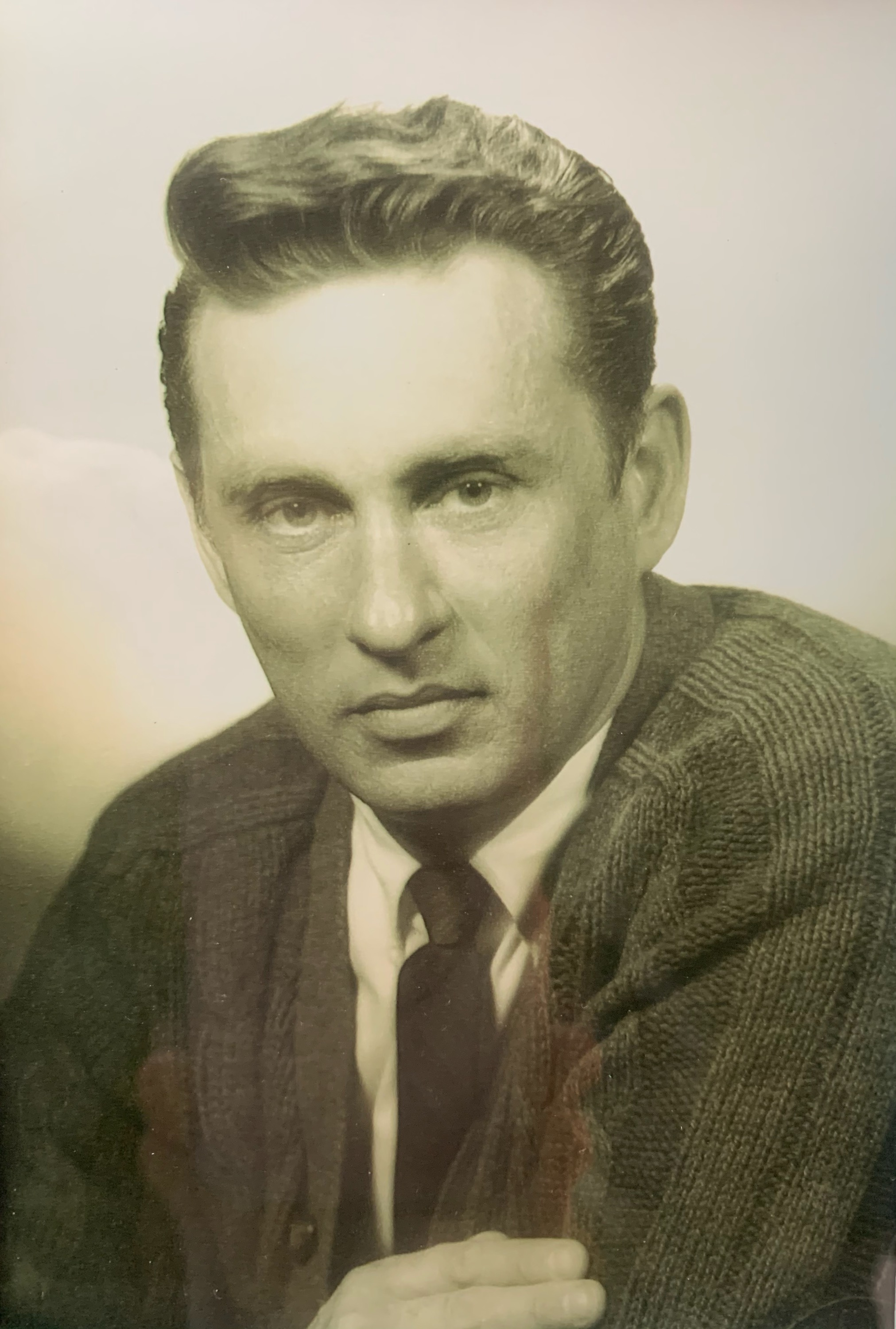
Edmund Gettier

Edmund L. Gettier III (Baltimore, Maryland, 1927 - 23 maart 2021) was een Amerikaans filosoof en emeritus professor aan de University of Massachusetts Amherst.
Gettier werd opgeleid aan de Cornell University, waar hij onder meer les kreeg van Max Black en de controversiële filosoof Norman Malcolm. Hij doceerde voor het eerst op de Wayne State University in Detroit, Michigan, waar hij bekende collega's had zoals Keith Lehrer, R. C. Sleigh, en Alvin Plantinga. Omdat Gettier nog maar weinig gepubliceerd had, adviseerden zijn collega's hem om zijn gedachten op papier te zetten om zo de administratie tevreden te houden. Het resultaat was een artikel van drie pagina's, getiteld "Is justified true belief knowledge?", dat tot op heden een van de bekendste geschriften in de moderne filosofie is. Sindsdien publiceerde hij niets meer, maar hij heeft wel veel studenten laten afstuderen en nieuwe theorieën bedacht omtrent modellen in de logica.
In zijn artikel bekritiseert Gettier de zogenaamde "gerechtvaardigde ware overtuiging"-definitie van kennis, die dateert uit de tijd van Plato's Theaetetus. Deze definitie werd toentertijd door de meeste filosofen geaccepteerd, vooral door Clarence Irving Lewis en diens student Roderick Chisholm. Tot op heden is het probleem dat Gettier in het artikel uiteenzet een van de grote discussiepunten binnen de analytische epistemologie. Er wordt dan ook veelal gesproken over de discussie als "Het Probleem van Gettier".
Edmund L. Gettier woonde samen met zijn vrouw in de Verenigde Staten.